# Стереодисплей
Стереодисплей або 3D-дисплей — це дисплей, який може передавати сприйняття глибини через стереоскопічний ефект та бінокулярний зір.

## Стерео та 3D
Базова технологія стереозображення використовує картинку, зміщену для лівого та правого ока. Ці два зображення комбінуються мозком для сприйняття тривимірної глибини. Термін «3D» використовується для позначення стерео кожен день, але відображення парних картинок не є повноціннім 3D-зображенням. Головна різниця стерео в тому, що рух очей глядача не впливає на кількість отриманої інформації про відображений тривимірний об'єкт. При цьому голографічний дисплей не має таких обмежень. Схоже до відтворення звуку записаного з трьох напрямів, через дві стереофонічні звукові колонки. Цей же принцип стосується і 3D-об'єктів на плоскому екрані. Точне визначення «стерео» більш об'ємне, ніж «3D», яке ввійшло в мову за десятиліття неправильного вживання. Тому стереодисплей не є 3D-дисплеєм, але справжній 3D-дисплей є також стереодисплеєм, тому що стереодисплей відповідає нижчим критеріям.

### Стереодисплеї
Стереодісплеї базуються на стереоскопічному ефекті, який був описаний Чарльзом Вітстоном в 1830 році. Цей ефект полягає у відображенні одного кадру двома відрізняючимися картинками для лівого та правого ока. Наступні розробки, у яких застосовується помітні технології стерео.

#### Парні картинки

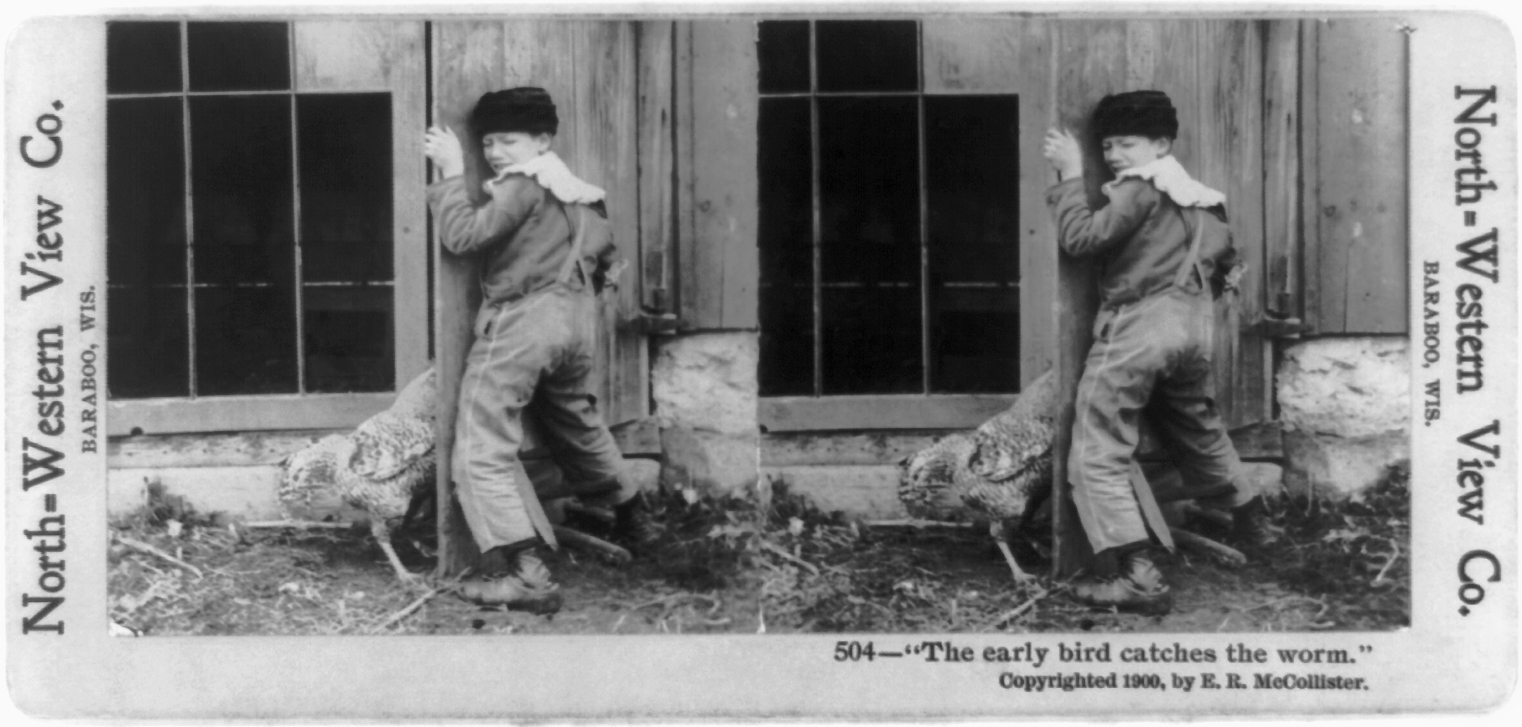
«The early bird catches the worm» Стереограф опублікований в 1900 компанією North-Western View Co. у Baraboo, Wisconsin, відновлено цифровим способом.

Традиційно стерео фотографії виготовляються для 3D-ілюзії з двох картинок та стереоскопічного ефекту. Простіший спосіб передати відчуття глибини це показати очам два зображення, які представляють дві точки зору одного об'єкта з невеликим відхиленням, щоб очі сприймали картинку натурально.
Слід уникати зіткнення та спотворення, кожен із двох 2D-образів повинен бути представлений кожному оку глядача таким чином, щоб будь-який об'єкт на нескінченній відстані, який бачить глядач, повинен сприйматися цим оком, коли він орієнтований прямо, очі глядача не перетинаються і не розходяться. Коли зображення не містить об'єктів на нескінченній відстані, наприклад горизонт або хмара, фотографії повинні розташовуватися, відповідно, ближче.
Цей метод дуже простий, але без оптичних приладів може бути важким та некомфортним для сприйняття.

##### Стереоскоп та стереографічні картки
Стереоскоп це прилад для спостерігання стереографічних карток, котрі містять два розділених зображення для ілюзії тривимірного зображення.

##### Прозорі зображення

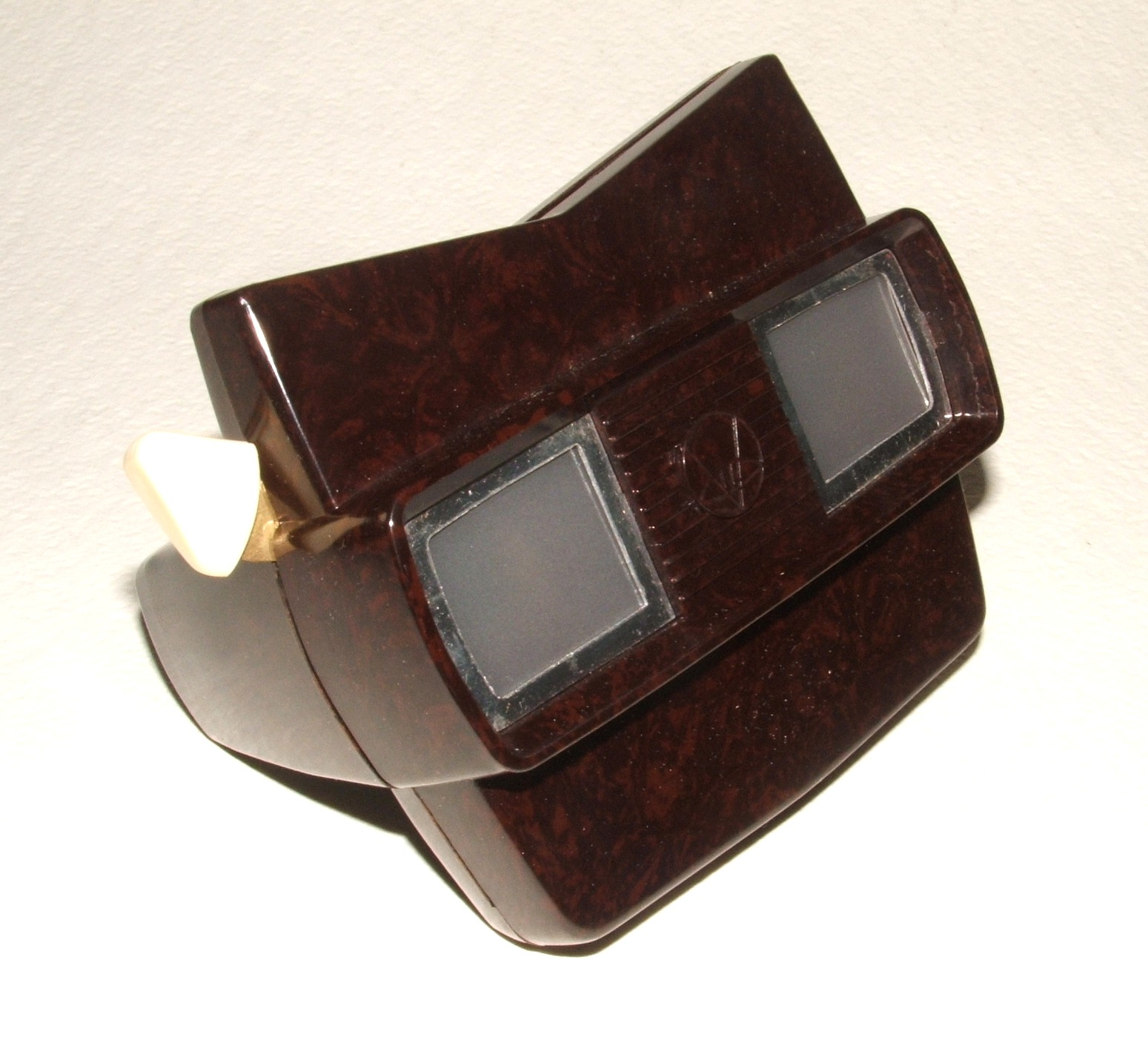
View-Master Модель Е 1950 року

Пара окулярів для перегляду прозорих зображень за допомогою випроміненого світла. Перша перевага такої технології це можливість ширшого діапазону, ніж у технології з непрозорою основою. Друга, це ширше поле зору яке представлене зображенням, котре освітлюється ззаду та може бути ближче до лінз.
Практика використання стереоскопу з прозорими картками продовжувалась до 1931 року, коли Tru-Vue почали продавати набори для стерео перегляду кіноплівки шириною 35мм, яка подавалась вручну з бакелітового глядача. У 1939 зменшена та покращена версія цієї технології включала в себе картонні диски, які містили сім пар маленьких кольорових кадрів на прозорому фоні фірми Kodachrome. Вона буда представлена як View-Master.

##### Головні дисплеї
Користувач зазвичай надягає шолом чи окуляри з двома LCD чи OLED-дисплеями зі збільшувальними лінзами, один для кожного ока. Технологія може використовуватись для перегляду стереофільмів, зображень чи ігор. Такі дисплеї також можуть бути з'єднані з пристроями, які відстежують рух голови. Це дозволяє користувачу «оглядати» віртуальний простір рухаючи головою, без необхідності додаткового контролера.
Завдяки швидкому розвитку комп'ютерної графіки та мініатюризації відеопристроїв та іншого обладнання подібні пристрої стають доступними за більш вигідною ціною. Спеціальні окуляри використовуються для накладання зображення поверх реального світу, створюючи так звану доповнену реальність. Це стає можливим завдяки частково відбиваючим дзеркалам, на які потрапляє відеозображення. Реальний світ можна спостерігати прямо через таке дзеркало.
Останні розробки хвилеводній оптиці або голографічному хвилеводі дозволяють стереозображенню накладатися на реальний світ без громіздких відбиваючих дзеркал.

##### Головні проєкційні дисплеї
Головні проєкційні дисплеї схожі до головних дисплеїв, але зображення проєктується на світловідбивний екран. Переваги цієї технології в тому, що не виникає проблеми фокусу та збігання, які потребують коригувальних лінз. Для виникнення зображення використовуються піко-прожектори, а не LCD або OLED-екрани.

#### Анагліф

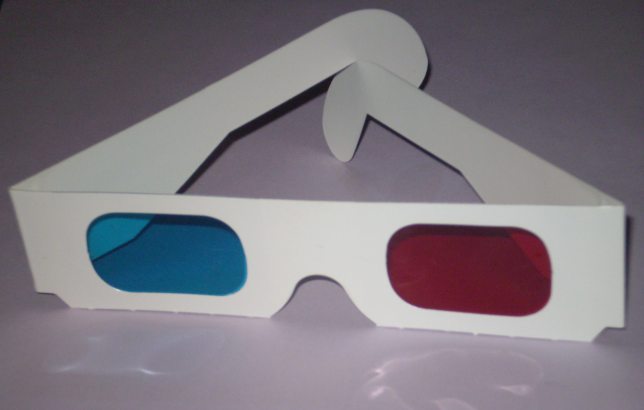
Первісні 3D-окуляри, із сучасними червоним та блакитним фільтрами, схожі до красно/зелених та красно/голубих лінз, що використовувались раніше для анагліфічних фільмів.

В анагліфі два зображення накладаються за допомогою адитивних кольорів через два фільтри, червоний та блакитний. За допомогою вилучення кольорів два зображення друкуються в однакових доповнювальних кольорах на білому папері. Окуляри з кольоровими фільтрами відокремлюють відповідні зображення, скасовуючи колір фільтра, та роблять доповнюючий колір чорним. Компенсуюча техніка, відома як Анахром, використовує трохи прозоріший блакитній фільтр у запатентованих окулярах, пов'язаних з технологією. Процес змінює типове анагліфічне зображення, щоб зменшити паралакс.
Альтернативою звичайного анагліфу є ColorCode 3-D, запатентована система для того, щоб представити зображення анагліфів у поєднанні з телевізійним стандартом NTSC. ColorCode використовує доповнювальні кольори жовтого та синього на екрані, а кольори лінз в окулярів янтарний та темно-синій.

#### Поляризаційні системи

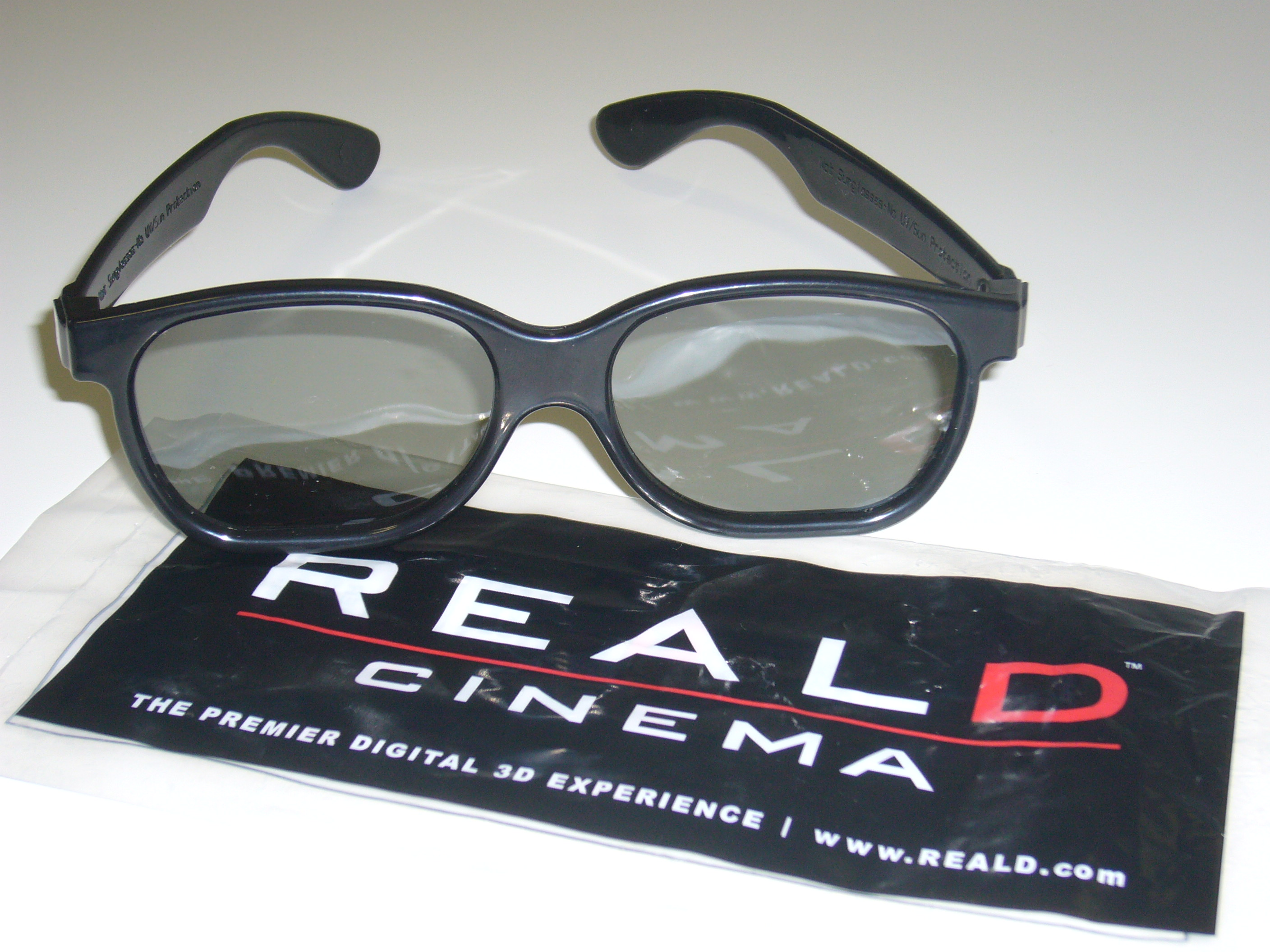
Схожі до сонцезахисних окулярів, RealD кругові поляризаційні окуляри для кінотеатру та тематичних парків-атракціонів.

Щоб представити стереозображення, дві картинки проєктуються на один екран зі зміщенням через різні поляризаційні фільтри. Глядач надягає окуляри, які також мають поляризаційні фільтри, розташовані інакше (за годинниковою стрілкою/проти годинникової стрілки з круговою поляризацією або при кутах 90 градусів, зазвичай 45 та 135 градусів, з лінійною поляризацією). Кожен фільтр пропускає лише світло, яке поляризовано аналогічно, і блокує світло, яке поляризовано інакше, таким чином кожне око бачить різні картинки. Це відтворює 3D-ефект шляхом проєктування однієї сцени обом очам під трохи різними кутами.
Кругова поляризація має перевагу над лінійною поляризацією, оскільки глядачеві не потрібно тримати голову вертикально і вирівнюватись з екраном, щоб поляризація працювала належним чином. З лінійною поляризацією поворот окулярів вбік виводить систему фільтрів з рівноваги з фільтрами екрана, що призводить до зникнення 3D-зображення і кожне око буде бачити протилежний кадр легше. Для кругової поляризації поляризаційний ефект працює незалежно від того, як голова глядача розташована відносно екрана, наприклад, нахилена набік або навіть перевернута. Ліве око все одно бачить зображення, призначене для нього, і без зникнення 3D-зображення чи перехресних перешкод.
Поляризоване світло, відбите від звичайного екрану кіно, зазвичай втрачає більшу частину його поляризації. Тому слід використовувати дорогий сріблястий екран або алюмінієвий екран із незначною втратою поляризації. Усі типи поляризації призведуть до потемніння зображення та слабкої контрастності у порівнянні з зображеннями, що не є 3D-зображеннями. Світло від ламп зазвичай випускається як випадкова поляризація, а поляризаційний фільтр пропускає лише частку світла. В результаті зображення екрана темніше. Це затемнення можна компенсувати збільшенням яскравості джерела світла проєктора. Якщо початковий поляризаційний фільтр вставлений між лампою та елементом генерації зображень, то інтенсивність світла, що наноситься на елемент зображення, не перевищує норму без поляризаційного фільтра, а загальний контраст зображення, який передається на екран, не змінюється.

#### Метод затемнення

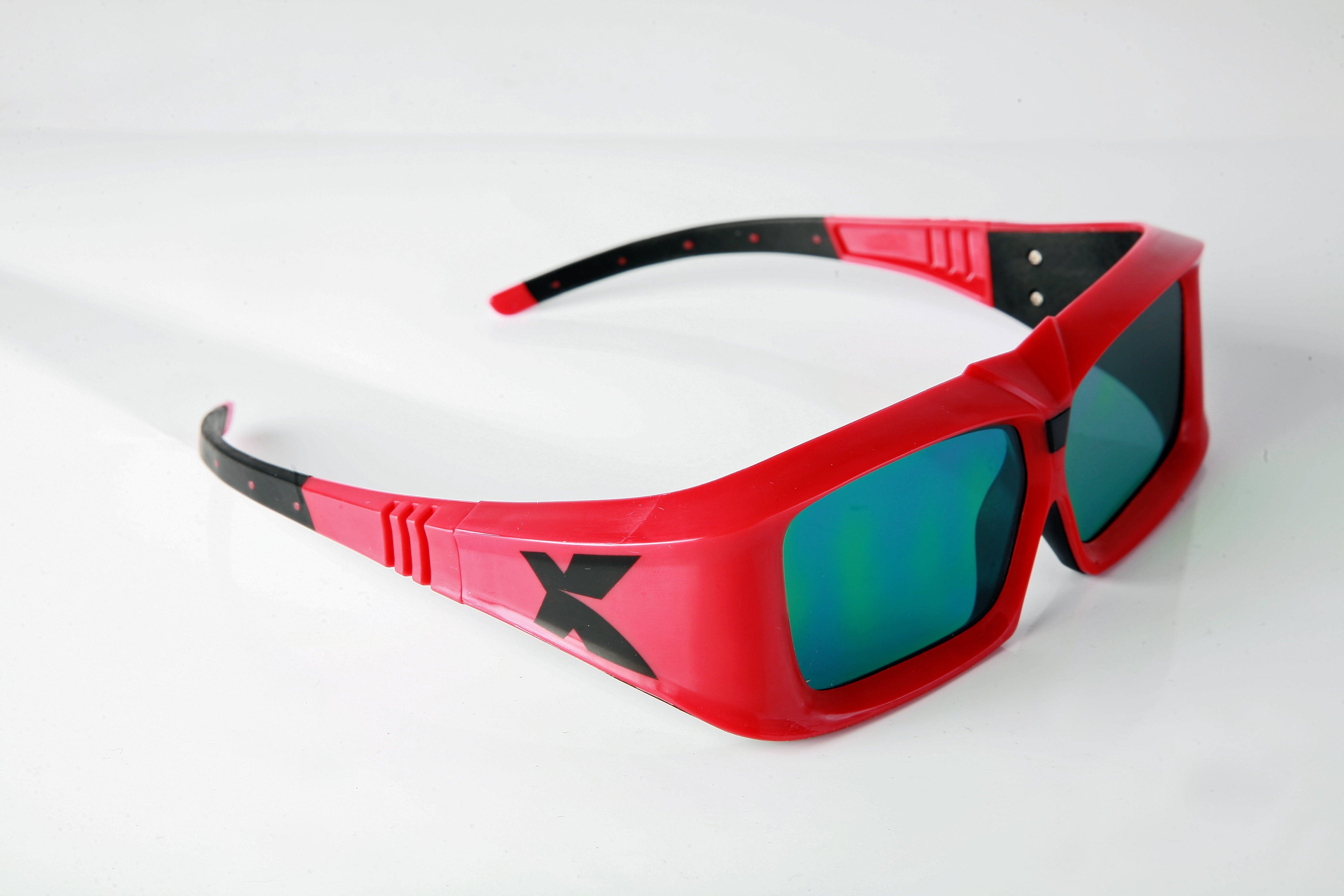
Пару РК-затворних окулярів, які використовуються для перегляду 3D-фільмів XpanD. Товсті рамки приховують електроніку та батареї.

За допомогою методу затемнення затвор блокує світло від кожного відповідного ока, коли на екрані проєктується зображення зворотного ока. Дисплей змінюється між зображеннями лівого та правого ока, а також відкриває та закриває віконниці в окулярах або глядачі в синхронізації з зображеннями на екрані. Це було основою системи Teleview, яка була використана в 1922 році.
Варіант який використовує метод затемнення це окуляри з РК-затвором або активна затворна 3D система. Окуляри, що містять рідкі кристали, що дозволяють проходити світлу через них синхронізовно із зображеннями на екрані кінотеатру, телевізора або комп'ютера за допомогою концепції чергування послідовності кадрів. Це метод, який використовує nVidia, XpanD 3D та попередні версії системи IMAX. Недоліком цього методу є необхідність того, що кожен глядач має носити дорогі електронні окуляри, які повинні бути синхронізовані з системою відображення, використовуючи бездротовий сигнал або приєднану дріт. Такі окуляри є важчими, ніж більшість поляризованих окулярів, хоча найлегші моделі не важчі, ніж деякі сонячні окуляри або високоякісні поляризовані окуляри. Однак ці системи не вимагають сріблястого екрану для проєктованих зображень.
Рідкокристалічні світлові клапани працюють шляхом обертання світла між двома поляризаційними фільтрами. Завдяки цим внутрішнім поляризаторам РК-затвор затемнює зображення дисплея будь-якого джерела зображення РК-монітора, плазми або проєктора, що призводить до того, що зображення виглядають затемнішими, а контрастність нижча, ніж для звичайного перегляду без 3D. Це не обов'язково проблема використання, для деяких типів дисплеїв, які вже дуже яскраві з поганими сіро-чорними рівнями, РК-затвор може фактично поліпшити якість зображення.

#### Технологія інтерференційних фільтрів
Dolby 3D використовує певні довжини хвилі червоного, зеленого та синього для правого ока, а для лівого ока — різні довжини хвилі червоного, зеленого та синього. Окуляри, які фільтрують дуже специфічні довжини хвиль, дозволяють користувачеві побачити 3D-зображення. Ця технологія усуває дорогі срібляні екрани, необхідні для поляризованих систем, таких як RealD, що є найпоширенішою системою 3D-відображення в кінотеатрах. Однак це вимагає набагато дорожчих окулярів, ніж поляризовані. Це також відомо як фільтрація спектральних гребенів або мультиплексована візуалізація довжини хвилі.
Нещодавно представлена система Omega 3D / Panavision 3D також використовує цю технологію, хоча з більш широким спектром і більше «зубів» до «гребінця» (5 для кожного ока в системі Omega / Panavision). Використання більшої кількості спектральних смуг на око усуває необхідність кольорової обробки зображення, яка потрібна у системі Dolby. Рівномірний розподіл видимого спектра між очима дає глядачеві більш розслаблене «відчуття», оскільки енергія світла і баланс кольору майже 50/50. Як і в системі Dolby, система Omega може використовуватися з білими або срібними екранами. Але це може бути використано як з фільмами, так і з цифровими проєкторами, на відміну від фільтрів Dolby, які використовуються лише в цифровій системі із процесором корекції кольорів, що постачається Dolby. Omega / Panavision також стверджує, що їхні окуляри дешевші для виробництва, ніж ті, що використовуються Dolby. У червні 2012 року 3D-система Omega 3D / Panavision 3D була припинена DPVO Theatrical, яка продала його від імені Panavision, посилаючись на «складні глобальні економічні та 3D-ринкові умови». Незважаючи на те, що DPVO розпустила свій бізнес, Omega Optical продовжує просувати та продавати 3D-системи на нетеатральних ринках. 3D-система Omega Optical містить проєкційні фільтри та 3D-окуляри. На додаток до пасивної стереоскопічної системи 3D, Omega Optical виробляє покращені анагліфічні 3D-окуляри.

#### Автостереоскопія

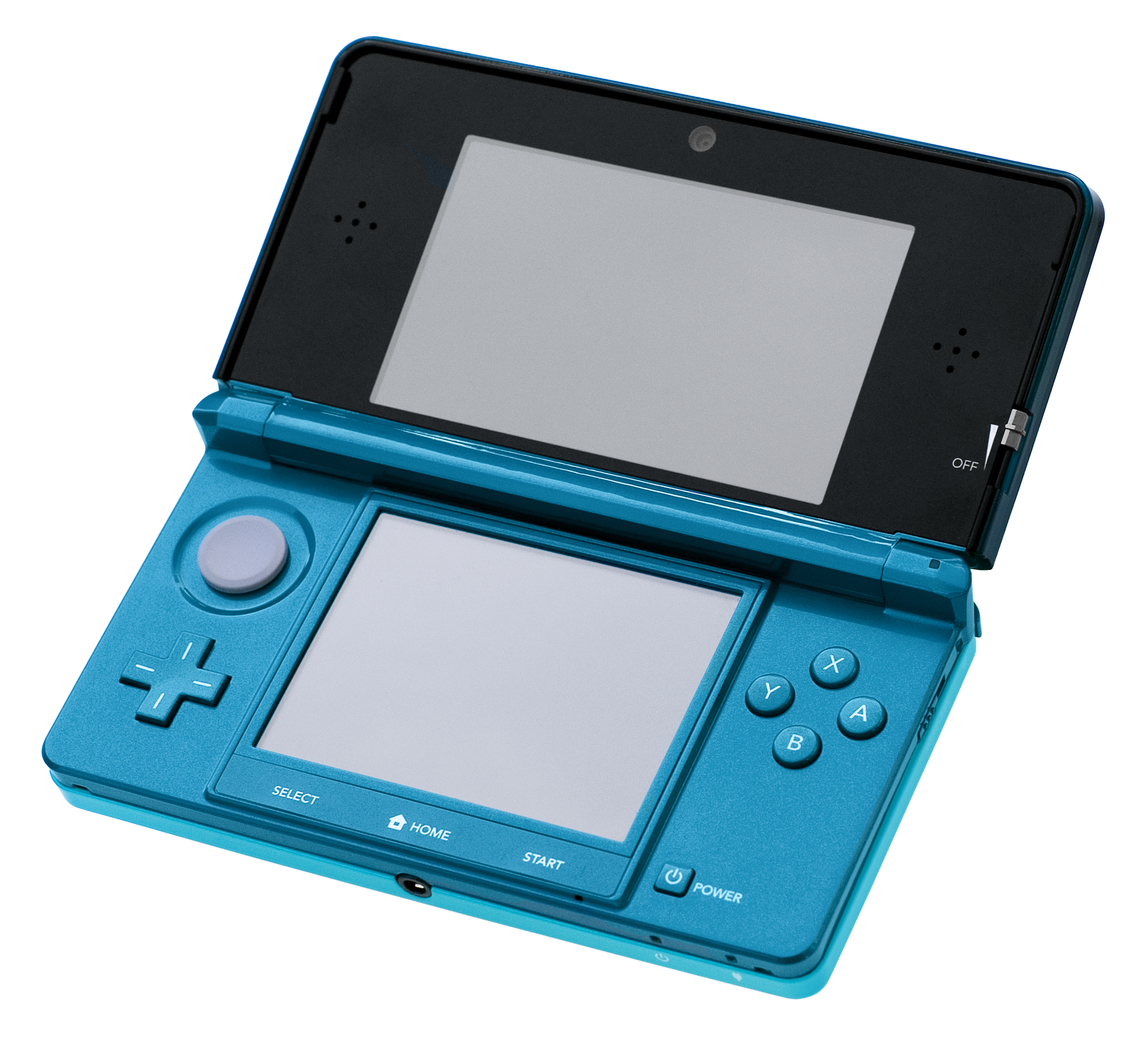
Nintendo 3DS використовує паралаксний бар'єр автостереоскопії для відображення 3D-зображення.

У цьому методі окуляри не потрібні, щоб побачити стереоскопічне зображення. Технологія лентикулярних лінз та паралакс-бар'єрів передбачає накладання двох (або більше) зображень на одному аркуші, у вузьких змінних смугах та використання екрана, який блокує одну зі смужок двох зображень (у випадку паралаксних бар'єрів) або використовує однаково вузькі лінзи, щоб згинати смуги зображення та змусити його заповнити весь образ (у випадку з лентикулярними відбитками). Для створення стереоскопічного ефекту людина повинна бути розташована таким чином, щоб одне око бачило одне з двох зображень, а інше — протилежне. Оптичні принципи багатовимірної автостереоскопії були відомі вже протягом століття.
Обидва зображення проєктуються на високоміцний, гофрований екран, який відображає світло при гострих кутах. Для того, щоб побачити стереоскопічне зображення, глядач повинен сидіти у дуже вузькому куту, що майже перпендикулярно екрану, обмежуючи розмір аудиторії. Лентикулярний спосіб був використаний для театральної презентації деяких короткометражних фільмів у Росії з 1940 по 1948 рік, а в 1946 році — для повного фільму «Робінзон Крузо».
Хоча її використання в театральних виставах було досить обмеженим, лентикулярна технологія широко використовувалась для різних предметів новин і навіть в аматорській 3D-фотографії.  Останнім часом використовується Fujifilm FinePix Real 3D з автостереоскопічним дисплеєм, який був випущений в 2009 році. Інші приклади цієї технології включають у себе автостереоскопічні РК-дисплеї на моніторах, ноутбуках, телевізорах, мобільних телефонах та ігрових пристроях, таких як Nintendo 3DS.

#### Інші методи

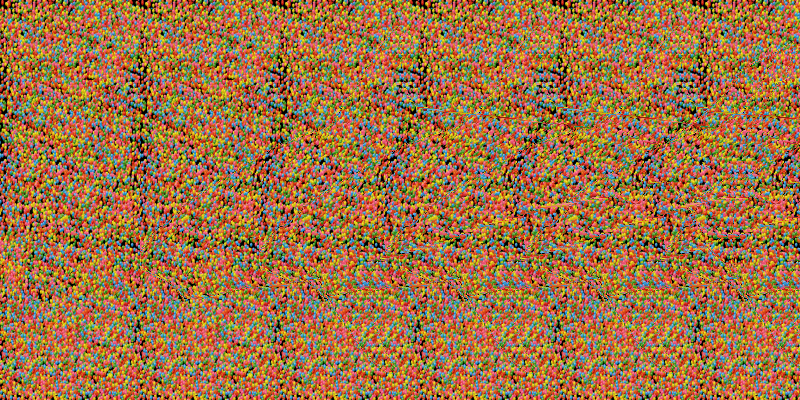
Випадкова точкова автостереограма кодує 3D-сцену, яку можна «побачити» при правильній техніці перегляду

Автостереограма — це стереограма з одним зображенням (SIS), призначена для створення візуальної ілюзії тривимірної (3D) сцени з двомірного зображення в людському мозку. Для того, щоб сприймати 3D-форми в цих автостереограмах, мозок повинен подолати нормально автоматичну координацію між фокусуванням і сходженням.
Ефект Пульфриха є психофізичним сприйняттям, в якому бічний рух об'єкта в полі зору інтерпретується візуальною корою як такий, що має глибину, через відносну різницю в часових сигналах між двома очима.
Wiggle стереоскопія — це техніка відображення зображень, яка досягається за допомогою швидкого чергування відображення лівих та правих стереограм. Знайдено в анімованому форматі GIF в Інтернеті.

### 3D-дисплеї
Реальні 3D-дисплеї відображають зображення в трьох повних вимірах. Найбільш помітна відмінність від стереоскопічних проявів з двома зміщеними зображеннями полягає в тому, що рух голови та очей спостерігача збільшить кількість інформації про вигляд тривимірних об'єктів.

#### Об'ємний дисплей

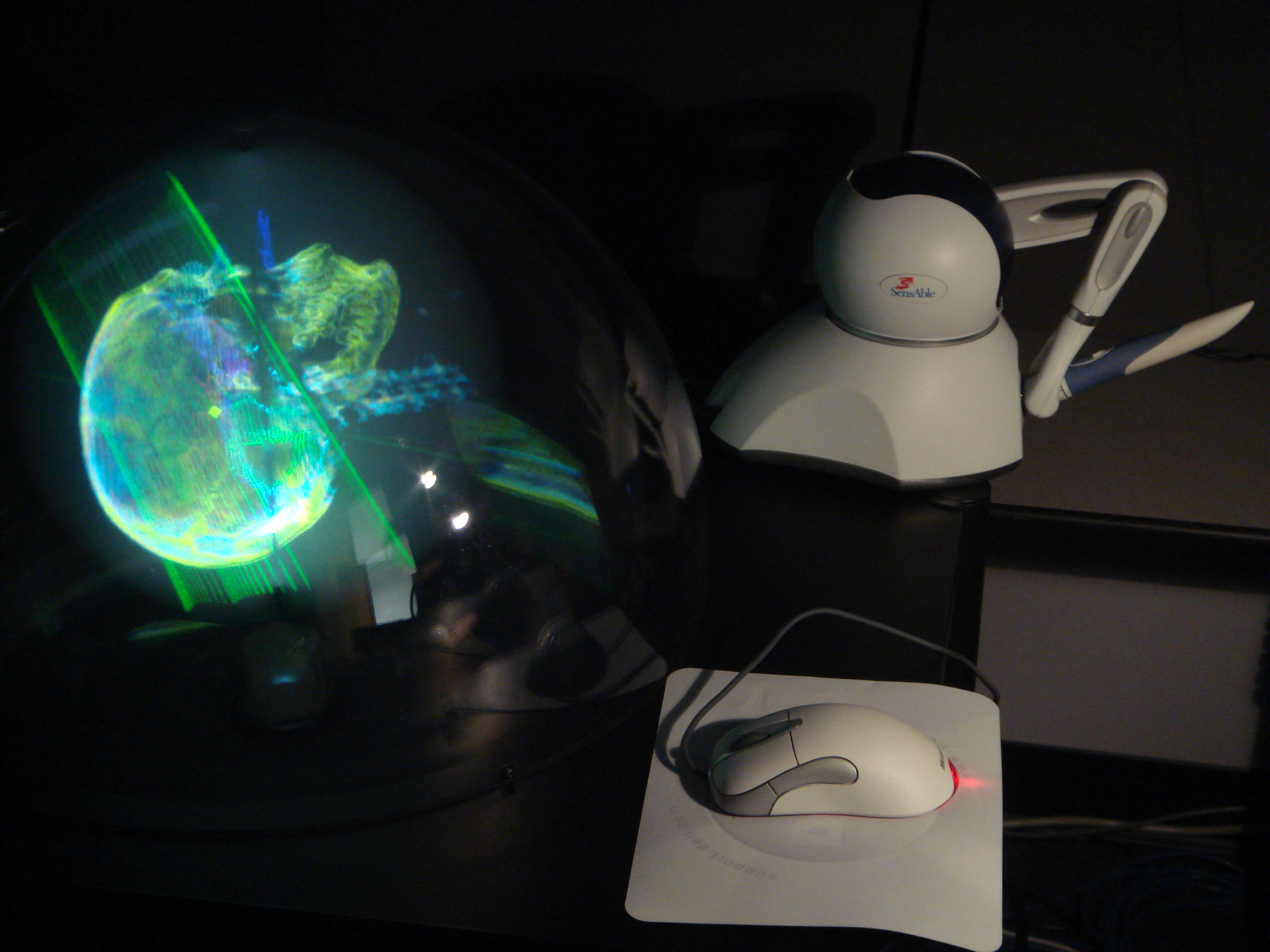
Об'ємний 3D-дисплей

Об'ємні дисплеї використовують якийсь фізичний механізм для відображення точок світла в межах об'єму. Такі дисплеї використовують вокселі замість пікселів. Об'ємні дисплеї включають мультипланарні дисплеї, у яких є кілька площин дисплея, складені один над другим, і панелі дисплеїв, які обертаються та створюють об'єм.
Інші технології розроблені для проєктування світлових точок у повітрі над пристроєм. Інфрачервоний лазер фокусується на місці призначення в просторі, створюючи невеликий пузир плазми, який випромінює видиме світло.

#### Голографічні дисплеї
Голографічний дисплей — це технологія відображення, яка здатна забезпечити всі чотири механізми очей: бінокулярну невідповідність, паралакс руху, акомодацію та конвергенцію. 3D-об'єкти можна переглядати, не одягаючи жодних спеціальних окулярів, і ніяка візуальна втома не буде спричинена людським очам.
У 2013 році у Кремнієвій долині, компанія LEIA Inc., почала виробляти голографічні дисплеї, які добре підходять для мобільних пристроїв (годинників, смартфонів або планшетів), використовуючи багатонаправлену підсвітку, і дозволяючи під широким повноцінним кутом огляду переглядати 3D-вміст без необхідності окулярів.

#### Інтегральне зображення
Інтегральна візуалізація — це автостереоскопічний або мультископічний 3D-дисплей, що означає, що він відображає 3D-зображення без використання спеціальних окулярів з боку глядача. Це досягається шляхом розміщення масиву мікролінз (подібних до лентикулярних лінз) перед зображенням, де кожен об'єкт виглядає по-різному залежно від кута огляду. Таким чином, замість відображення 2D-зображення, яке виглядає однаковим з усіх напрямків, воно відтворює 4D поле світла, створюючи стерео-зображення, які демонструють паралакс, коли глядач рухається.

#### Відображення поля стиснення світла
Розроблено нову технологію відображення, що називається «поле для стиснення світла». У цьому прототипі відображаються шаблонні РК-панелі та алгоритми стиснення під час відображення. Конструкції включають подвійні та багатошарові пристрої, які керуються алгоритмами, такими як комп'ютерна томографія та невід'ємна матрична факторизація та факторизація невід'ємного тензора.

## Проблеми
Кожна з цих технологій має обмеження, залежність від місця розташування глядача, громіздкого або непривабливого обладнання, або великі витрати. Відображення 3D-образів без артефактів залишається складним.